# Лигай, Вадим Александрович
Вадим Александрович Лигай (род. 26 марта 1953, Кзыл-Орда, Кзыл-Ординская область, Казахская ССР, СССР) — российский авиационный инженер и промышленный деятель, депутат Государственного Совета Республики Татарстан.

## Биография

### Ранние годы
Родился 26 марта 1953 года в городе Кызылорда, Казахстан.
В 1976 году окончил кафедру «Проектирование вертолётов» Московского авиационного института им. Орджоникидзе по специальности инженер-механик вертолетостроения.

### Работа в авиационной промышленности
- С 1976 — на Казанском вертолётном заводе в должности инженера-конструктора, затем инженера-технолога, начальника технического бюро, заместителя начальника цеха, начальника цеха[4].
- С июня 1998 — заместитель генерального директора Казанского вертолётного завода по коммерческим вопросам.
- С июня 2002 — заместитель генерального директора по коммерческим вопросам и управлению имуществом — коммерческий директор Казанского вертолётного завода.
- С 2007 — генеральный директор Казанского вертолетного завода[4].
- С 6 февраля 2018 — заместитель генерального директора АО «Вертолеты России» по инфраструктурному развитию.

### Общественная деятельность
Депутат Государственного Совета Республики Татарстан пятого созыва от Копыловского одномандатного избирательного округа № 2. Член фракции "Единая Россия", входит в состав Комитета по экономике, инвестициям и предпринимательству.

## Награды и звания
- Медаль им. М. Л. Миля[4] (1992)
- Заслуженный машиностроитель Российской Федерации (1998)[4]
- Почётный авиастроитель Российской Федерации[4]
- Медаль «За укрепление боевого содружества» (2009),
- Медаль «100 лет военной авиации России» (2012)
- Медаль «За заслуги в проведении Всероссийской переписи населения» (2012)
- Медаль союза машиностроителей России «За доблестный труд» (2012)
- Медаль РТ «За доблестный труд» (2013),
- Медаль Федеральной службы по военно-техническому сотрудничеству «За отличие» (2013)
- Почётная грамота Управления делами Президента Российской Федерации
- Орден Почёта Российской Федерации (2013)
- Медаль Министерства обороны Российской Федерации «За трудовую доблесть» (2015)
- Благодарность Правительства Российской Федерации (2015)
- Почётная грамота Росавиакосмоса[4]
- Медаль святого благоверного князя Даниила Московского (2003)[4]
- Медаль преподобного Сергия Радонежского III степени (2005)[4]

## Научно-технические публикации
Лигай соавтор ряда научно-технических публикаций:
- В. А. Лигай, С. А. Михайлов, А. Н. Кусюмов и др. Анализ современного уровня мирового развития вертолетной техники : монография / Под редакцией д. т. н. С. А. Михайлова. — Казань: КНИТУ-КАИ, 2017. — 701 с. — 500 экз. — ISBN 978-5-7579-2209-6.
- Список патентов, в которых Лигай является одним из авторов